# تولکا (تاز)
تولکا (روسی: Толька) یک رودخانه در ناحیه خودگردان یامالو-ننتس کشور روسیه است.